# 贵州白花丹
贵州白花丹（学名：Plumbago esquirolii），为白花丹科白花丹属下的一个植物种。